# Estrutura da Luftwaffe em 1939
A estrutura da Luftwaffe em Setembro de 1939, quando a Segunda Guerra Mundial começou, apresentava-se com uma organização que culminava na organização levada a cabo pelo Ministério da Aviação do Reich em tempo de paz, tendo-se preparando para um conflito durante 1938, com a Crise dos Sudetos, e ao longo de 1939. Depois da criação da Luftwaffe, em 1935, até 1939, uma série de secretarias e comandos foram criados para administrar a força aérea. Com efeito, o território nacional da Alemanha foi dividido em distritos aéreos, cada um com o seu quartel-general, e um edifício de grandes proporções foi construído em Berlim para albergar o Ministério da Aviação. Esta estrutura essencialmente manteve-se até 1943, tendo até este ano ocorrido apenas ligeiras alterações na cadeia de comando.

## Comando
Em 1939, a Luftwaffe apresentava uma estrutura na qual as posições de Comandante-em-chefe da Força Aérea, Ministro da Aviação do Reich e Comissário do Reich para a Indústria Aeronáutica eram encabeçadas pelo mesmo indivíduo, Hermann Göring. Abaixo deste, a Luftwaffe organizava-se, em Setembro de 1939, em sete áreas:

### Secretariado de Aviação e Inspecção da Força Aérea
- Divisão Central[1]
- Escritório Técnico[1]
- Escritório de Abastecimento[1]
- Grupo Técnico de Economia e Orçamento[1]

### Chefe do Estado Maior da Força Aérea
- Departamento de Operações da Força Aérea[1]
- Departamento de Liderança[1]
- Departamento de Organização[1]
- Departamento de Estratégia[1]
- Departamento de Intendência[1]
- Departamento de Países estrangeiros[1]
- Departamento de Armamento[1]

### Chefe de Defesa Aérea
- Departamento da Aviação[1]
- Departamento de Administração Pública[1]
- Departamento do Serviço de Meteorologia do Reich[1]
- Departamento de Controlo e Controladores do Tráfego Aéreo[1]
- Escritório de Administração[1]
- Departamento de Orçamento[1]
- Departamento de Infra-estruturas[1]

### Chefe de Pessoal da Força Aérea
- Chefe do Pessoal[1]
- Grupo de Oficiais Militares[1]
- Departamento de Recrutamento[1]
- Departamento de Funcionários[1]
- Divisão Geral de Educação de Ética e de Bordo[1]

### Chefe do Sistema de Formação
- Departamento de Educação[1]
- Departamento de Regulamentação e Auxiliares de Ensino[1]
- Chefe da Aviação do Exército[1]
- Chefe da Aviação de Combate, Bombardeio e Reconhecimento[1]
- Chefe de Aviões de Caça, Caças-pesados e Armamento Aeronáutico[1]
- Chefe da Artilharia AntiAérea[1]
- Chefe de Segurança e Equipamentos de Voo[1]
- Chefe da Engenharia Automóvel[1]
- Chefe de Noticias da Força Aérea[1]
- Chefe da Aviação Naval[1]
- Chefe das Escolas de Pilotagem[1]
- Chefe do Sistema Educacional da Força Aérea[1]
- Chefe das Forças Paraquedistas[1]
- Chefe da Navegação Aérea[1]
- Chefe da Defesa Aérea Civil[1]
- Chefe do Serviço Médico[1]

### Força Aérea
- Frota Aérea N.º 1[1]
- Frota Aérea N.º 2[1]
- Frota Aérea N.º 3[1]
- Frota Aérea N.º 4[1]
- Comando Aéreo[1]
- Comando Aéreo da Prússia Oriental[1]
- Divisões Aéreas[1]
- Divisão da Força Aérea[1]
- Comandos de Voo[1]

### Tropas terrestres da Força Aérea
- Comandos dos Distritos Aéreos[1]
- Pessoal dos Distritos Aéreos[1]
- Comando de Defesa Aérea[1]